# Alfonso Barasaque
Alfonso Barasaque o Alonso Barrasa fue obispo de Salamanca de 1361 a 1382, y hombre de confianza del rey Enrique II de Castilla. Algunos autores lo mencionan erróneamente como cardenal de San Eustaquio.
El 12 de agosto de 1363, para ayudar a la finalización de la Catedral Vieja de Salamanca fundó la Cofradía de la Obra de Santa María de la Sede, y buscó el aumento de las limosnas entregadas.